# Emily Wells
Emily Wells (nació el 20 de noviembre de 1981) es una violinista, cuyo estilo es "fusión hip-hop y el clásico". Ella también usa muchos otros instrumentos en su trabajo, incluyendo glockenspiels , sintetizadores analógicos, e incluso pianos de juguete y otros instrumentos de juguete.

## Biografía
Emily Wells nació en Amarillo, Texas.  En 1990 se trasladó con su familia a Indianápolis, Indiana, donde vivió hasta que ella comenzó a viajar en 2000. y actualmente reside en Los Ángeles.
Ella comenzó a tocar el violín a los 4 años y comenzó a lanzar álbumes en su cuenta. En 2000, "tomó" a Epic Records pero no firmó realmente con ellos.

## Discografía
| Nombre                                    | Discográfica                               | Año  |
| ----------------------------------------- | ------------------------------------------ | ---- |
| Midori Sour                               | Lanzamiento Propio                         | 1999 |
| Shadow Box                                |                                            | 2001 |
| Music for Geek Love                       |                                            | 2004 |
| Making Static                             |                                            | 2005 |
| Beautiful Sleepyhead & the Laughing Yaks  | Edub Productions                           | 2007 |
| The Symphonies: Dreams Memories & Parties | Creative Control Records                   | 2008 |
| Dirty (EP)                                |                                            | 2009 |
| Mama                                      | Partisan Records                           | 2012 |
| Pillowfight (con Dan The Automator)       | Bulk Recordings/EMI                        | 2013 |
| Mama (Grabaciones acústicas)              | Partisan Records, Creative Control Records | 2013 |

- Datos: Q5372416
- Multimedia: Emily Wells / Q5372416